# 支那人
支那人（シナじん、シナ人）という言葉は

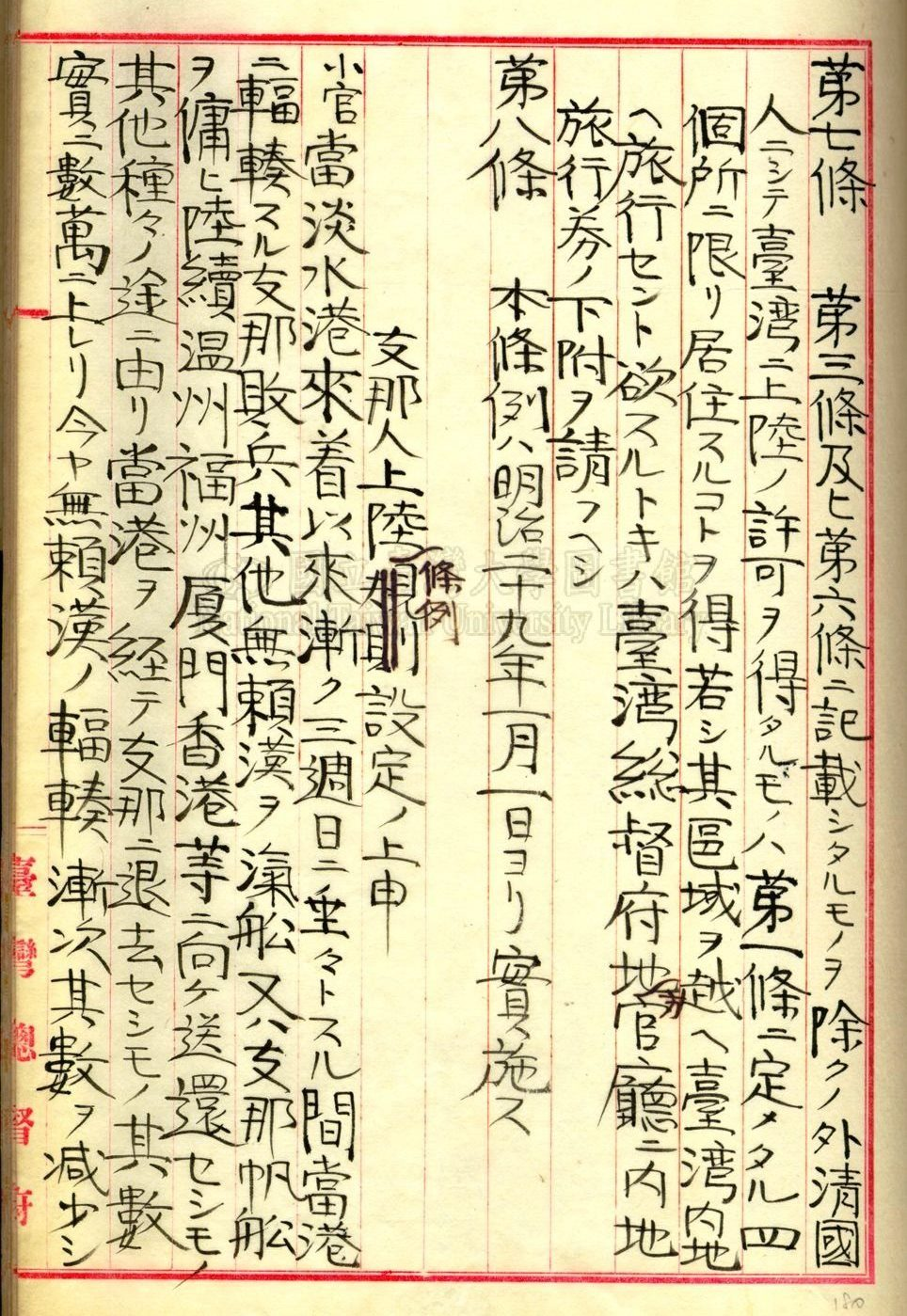
明治29年、台湾総督府による「支那人上陸条例」

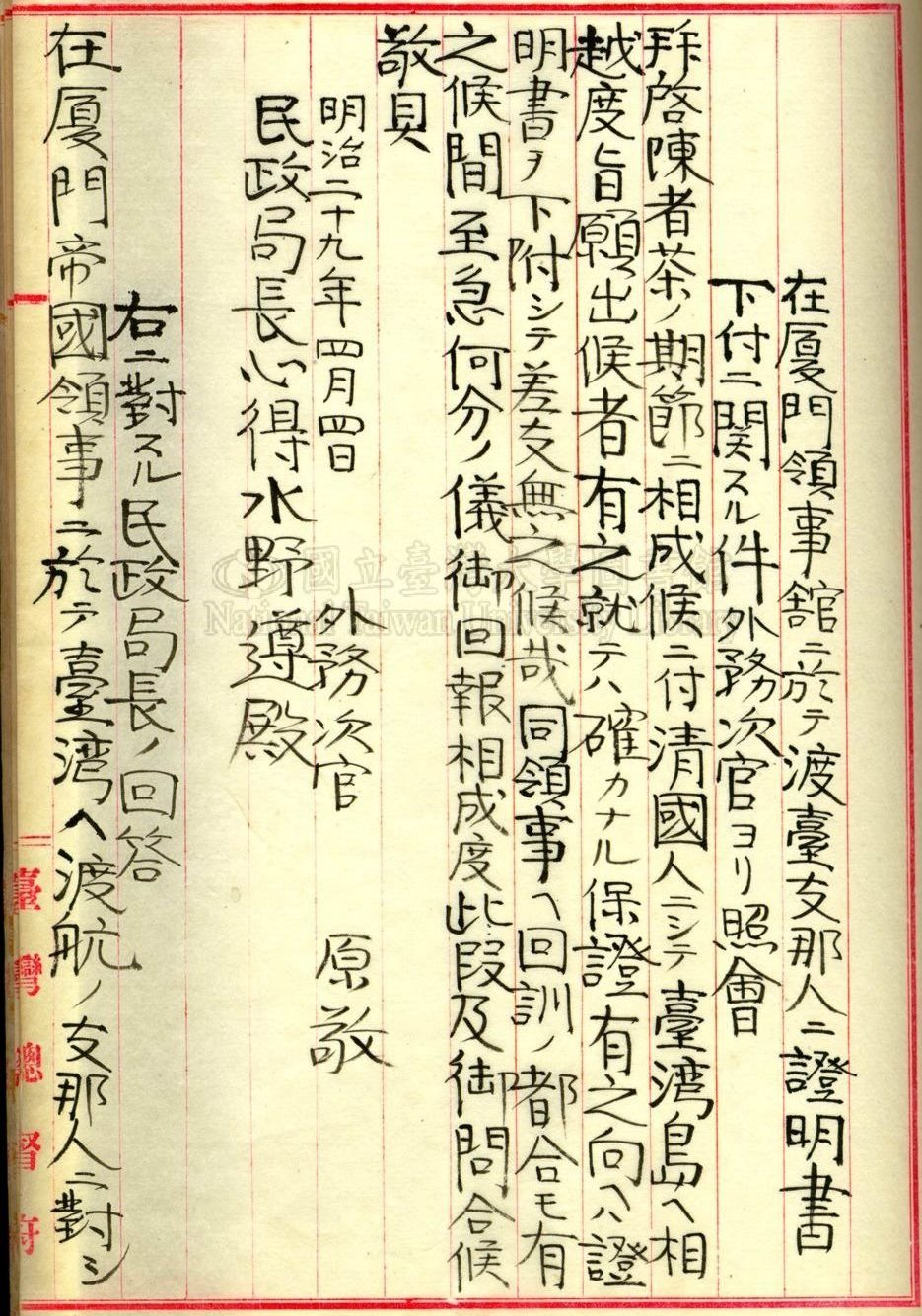
明治29年4月4日、外務次官原敬より台湾民政局長水野遵への照会

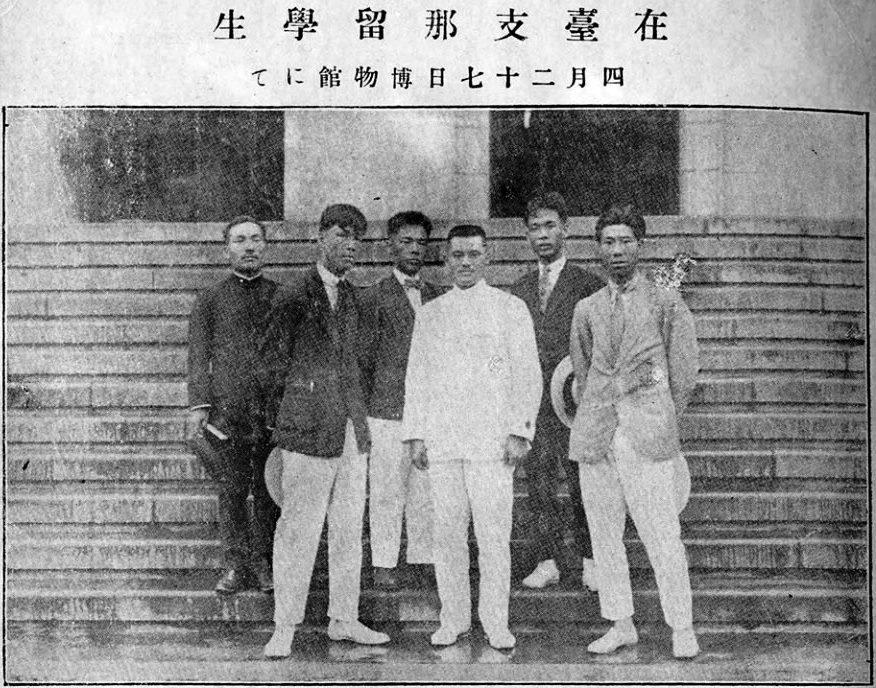
1921年、在台湾支那人留学生が台湾総督府博物館を見学した時の写真

、中国（支那）本土を中心として居住する漢民族を指す。日本語における支那は地理的概念であり、平安時代に漢訳仏典を通じて中国からもたらされた。支那人とは支那の地域に定住する人間と言った程度の形而上的概念であり、日本では明治期以降、とくに清朝の崩壊が明らかになった19世紀末ころからこの地域全体を総称する概念、あるいは民族概念として学術的に使用されるようになった。それまではこの地域を王朝名を利用して呼称するのが通例であり、明治中期まではこの地域を清国、その住人を清国人と呼んでいた。 元々この言葉自体に蔑視の意味はなかったものの、第二次世界大戦後には「日中戦争時に蔑称的に使用された」という理由から差別的意味合いがあると主張され、使用が避けられる傾向にある。

## 呼称
英語におけるChineseは日本語の中国人に相当する概念であり、中国を自称する国家の全国民を含意するのが普通である。特に漢民族だけを指す場合はHan、Han Chineseなどという。また、国語辞典「大辞林」によると外国人が中国を呼んだ称である「秦=Chin」の転という。中国で仏典を漢訳する際、インドでの呼称を音訳したもの。日本では江戸中期以後、第二次世界大戦末まで称した。中国においては、アヘン戦争以来列強に蹂躙されてきた清王朝の崩壊後、民族自尊心を喚起する中華文明（華夏文明）を誇りに中華民国との国号が建てられたが、同じ漢字圏である日本では政府は「『中華』には自尊自大の気がある」としてこの国号を嫌い、正式呼称を用いることが不可欠な場合を除き、この国号の使用を拒否し、「支那共和国」と称し続けた。
1930年（昭和5年）に中華民国から日本政府に呼称を言い換えるよう要請があり、それに応じて「支那共和国」に代えて「中華民国」を用いる閣議決定がなされている。第二次世界大戦中にも、汪兆銘政権への配慮から「中華民国」を用いるべきとされ、さらに1946年（昭和21年）、改めて外務省より「中華民国」を用いるよう通達が出されている。
現在においては、日中戦争期の「膺懲支那」などのような屈辱を喚起する言葉であり、中国人の間では嫌悪されている。

## 日本での事例

### 歴史的経緯
江戸時代中期以降に、それまで唐人などと呼んでいた清国人を支那人と呼ぶべきとする主張が起こり、この用語は、比較的すぐ普及した。また、戦前から戦後初期にかけて、日本に渡ってきた中国人が日本語では自らを支那人と名乗ることが多かった。例えば魯迅も自らを支那人と呼んでいた。このことが「清国人自身も自らのことを支那人と称した」として、差別語でないことの根拠のひとつとされている。
維新後に、「支那人」との呼称が一般化していった。支那人という用語が差別用語・蔑称であるかどうかについては見解の対立がある。差別用語ではないとする人々は、主に支那という語の原義や由来を重視する立場から、差別用語でないとする主張する。差別用語であるとする人々は、言葉の意味に関わらず、差別的文脈で使用されることがほとんどであり、当の中国人が忌避しているなどの理由を根拠とする。
戦前にあっては、左翼や、中国に好意的な人も支那、支那人という語を気兼ねなく使っていた。
戦後は、中華民国からの要請を受けて、1946年に日本の外務省次官が通達を出した。「支那は理屈抜きに使わないように」という内容の文書であり、これを基に日本の政治やメディア、教科書、公文書、公務員は支那呼称を禁止されている。またこれとは別に、戦前の教育を受けた世代の一部などでは蔑称としてではなく、一般的に支那（中国）大陸の人を指して使う場合もある。この為、戦前に中国人と婚姻関係などが結ばれた家系では、彼らの間には政治的意味合いがないため、慣用句として用いられていることがあり、親戚関係にある両者の間で受け入れられている。
近年中国共産党は「支那人」の「支那」という漢字の意味を嫌って抗議しているが、シナ表記には異を唱えていない（東シナ海、インドシナなど）。そのことから、「支那人」表記よりも、「シナ人」表記の方が望ましいという意見もある。

### 現代
現代の日本で「支那人」という言葉は半ば死語と化しており、大衆の間では中国人という呼称に取って代わられている。「支那人」という呼称は主に保守派・右派の一部が使用しているため、中国に対し否定的見解を持っている者が使う差別語と認識されることもある。ただし、呉智英のように特に中国に対し否定的な見解をもっていない者が、言葉狩りに反対して、あえて「支那人」を使用している例もある。また、年配者が特に意識をせずに使うことも多い。

## 台湾での事例
近年台湾では中華民国からの脱却を志向する層（独立派・台独派）の間で、中華人民共和国の国民を中国人ではなくあえて支那人と呼ぶべきであるという論が見られるようになってきた。これは「台湾の国民と中華人民共和国の国民は互いに対等な存在であり、そうした観点から他文化を見下す意味を持つ中華・中国人という言葉はふさわしくない。これからはそういった意味をもたない支那人という言葉を使っていこう」という主張が背景にある。（実際、台湾での反中・反政府デモでは「支那」と表記された幟があった）
こうした主張は「台湾は中国固有の領土であり、そこに住む人は中国人である」という見解を持つ人たち（統一派）や「自分たちは中国人である」というアイデンティティを持っている人たちからは受け入れられず、反発を受けることもある。

## 学術的証拠
紀元前（西周時代）にはすでに「中国」の文字は史書に現れていたとされる。
- 書経の『梓材』に現れるもの

皇天既付中國民越厥疆土于先王（皇天既に中國民と厥疆の土地を先の王に付す）
- 詩経の『大雅』の「生民之什」の章の中の「民勞」に現れるもの

民亦勞止　汔可小康　惠此中國　以綏四方（この中国に恵あれ、四方安らかに）
無縱詭隨　以謹無良　式遏寇虐　憯不畏明
柔遠能邇　以定我王
1963年に出土した「何尊」は西周成王時代（紀元前11世紀）の青銅器で、銘文に「余其宅茲中国　自之乂民」と刻まれている。 遺物そのものにある「中国」の用例としては、現存最古とされる。
- 後漢書・西域伝・大秦国の節に

其人民皆長大平正　有類中國(其の人民皆長大平正で、中國に類する)
- 三国志・魏志倭人伝に

其使詣中國　皆自稱大夫(その使者が中国に訪問すると、みな自ら大夫と称す)
などのように、その後の歴代王朝の正史二十四史でも「中国」表記は一貫して見られ続け、かつ明確に国家・民族を表わす概念として扱われている。
古代中国において国号は王朝が交代する度に替わり、「中国」は近代になってから漢民族国家を指すために新たに造られた国名である、と言ったような日本の国粋主義者による上述の諸主張はこれらの史学的諸事柄には不明な理由でほとんど触れようとしない。

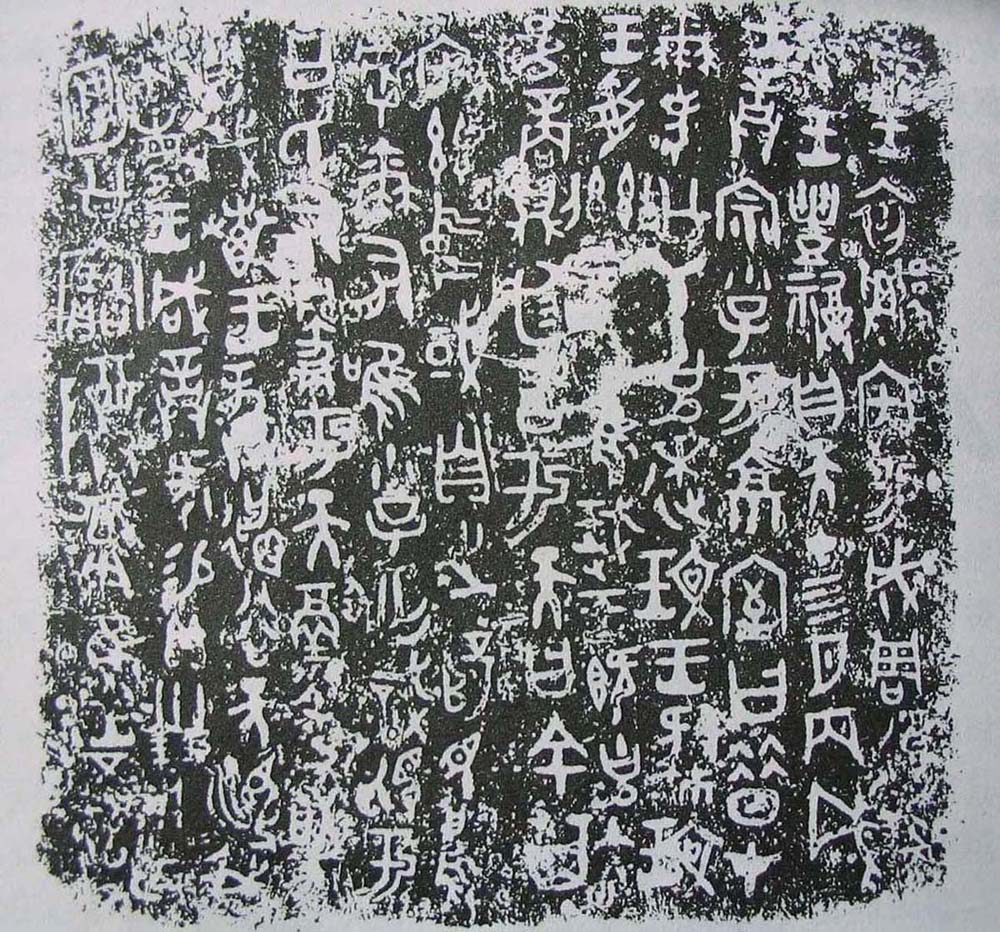
何尊に刻まれた銘文

“𠁩或”（中国）